# Porcellio extinctus
Porcellio extinctus är en kräftdjursart som beskrevs av Karl Wilhelm Verhoeff 1923. Porcellio extinctus ingår i släktet Porcellio och familjen Porcellionidae. Inga underarter finns listade i Catalogue of Life.